# Atamanovka (raïon de Tchita)
Atamanovka (en russe : Атама́новка) est une commune urbaine russe du raïon de Tchita du kraï de Transbaïkalie, en Sibérie. Il fait partie de l'établissement urbain d'Atamanovka, et sa population s'élevait à 11 041 habitants au recensement de 2021.

## Géographie
La commune urbaine d'Atamanovka se situe dans le kraï de Transbaïkalie, un kraï situé en Transbaïkalie, région de Sibérie orientale, en Russie. Elle fait partie du district fédéral extrême-oriental. Le commune urbaine fait partie du raïon de Tchita, un raïon du kraï, avec Tchita comme centre administratif. Elle fait partie de l'établissement urbain d'Atamanovka, une municipalité dont il est le chef-lieu,.
Le fuseau horaire du commune urbaine est MSK+6 (heure de Iakoutsk). Le décalage horaire appliqué par rapport au temps universel coordonné est +09:00.

## Histoire
La commune urbaine a été fondée en 1958.

## Démographie
Recensements (*) et estimations de la population,,:
| 2002* | 2010*  | 2021*  | - |
| ----- | ------ | ------ | - |
| 9 463 | 10 381 | 11 041 | - |